# Malajczukia fusispora
Malajczukia fusispora är en svampart som beskrevs av Trappe & Castellano 1992. Malajczukia fusispora ingår i släktet Malajczukia och familjen Mesophelliaceae.   Inga underarter finns listade i Catalogue of Life.